# Ellhofen
Ellhofen település Németországban, azon belül Baden-Württembergben. Lakosainak száma 3982 fő (2023. december 31.).

## Népesség
A település népessége az elmúlt években az alábbi módon változott:
| Lakosok száma | 2038 | 3562 | 3717 | 3724 | 3804 | 3975 | 3982 |
|               | 1975 | 2015 | 2017 | 2019 | 2021 | 2022 | 2023 |